# Myriopholis longicauda
Myriopholis longicauda là một loài rắn trong họ Leptotyphlopidae. Loài này được Peters mô tả khoa học đầu tiên năm 1854.